# Matt Besler
Matthew Scott "Matt Besler, född 11 februari 1987, är en fotbollsspelare från USA, som spelar för Austin FC i Major League Soccer. Besler har även representerat USA:s landslag.
Han var med i USA:s trupp vid fotbolls-VM 2014.